# Mickey Mouse (série de televisão)
Mickey Mouse é uma animação americana em formato de série de TV criado pela Disney Television Animation. Possui personagens clássicos dos desenhos animados do Mickey Mouse, Minnie Mouse, Pato Donald, Margarida, Pateta, Clarabela e Pluto em ambientes contemporâneos, como Paris e Nova York.
A série terá a sensação de palhaçada dos clássicos curtas do Mickey Mouse, bem como colocar o personagem-título em situações engraçadas que mostram sua coragem e malandragem, junto com seu charme longo amado e bom coração. Foi produzido e dirigido pelo artista Paul Rudish, conhecido por seu trabalho no Cartoon Network em séries como O Laboratório de Dexter e As Meninas Superpoderosas. Foi anunciado no Disney uma reunião de adiantamento no dia 12 de março de 2013, para uma estreia em 28 de junho no Disney Channel, com um total de 19 episódios, a terceira das quais foi disponibilizado no site da Disney como um "preview especial". Cada episódio dura 4 minutos.

## Dublagem

### Brasil
- Guilherme Briggs - Mickey e Pluto
- Mabel Cezar - Minnie
- Claudio Galvan - Donald
- Anderson Coutinho - Pateta
- Christiane Louise - Margarida
- Geisa Vidal - Clarabela
- Mauro Ramos - Bafo
- Sergio Stern - Ludovico Von Pato
- Pietro Mário (1ª voz) e Hélio Ribeiro (2ª voz) - Tio Patinhas

### Portugal
- Rui Paulo - Mickey, Morty e Ferdie
- Sandra de Castro - Minnie
- Fernando Sousa - Donald
- Carlos Freixo - Pateta (Temporada 1-4) e Teco
- Ricardo Monteiro - Pateta (Temporada 4-presente)
- Isabel Ribas - Margarida
- Luís Mascarenhas - Pete
- Paulo Oom - Ludovico Von Drake (Temporada 1-3) e Mortimer (Temporada 3)
- Pedro Leitão - Ludovico Von Pato (Temporada 3-presente) (a alteração de nome ocorreu na mudança de dobrador)
- Miguel Raposo - Mortimer (Temporada 5)
- Cristina Carvalhal - Huguinho (Temporada 1) e Clarabela
- Luísa Salgueiro - Zezinho (Temporada 1) e Tico
- Lucinda Loureiro - Luizinho (Temporada 1)
- Luís Ganito (Temporada 4) e Alexandre Carvalho (Temporada 5)- Huguinho, Zezinho e Luisinho
- Carlos Vieira de Almeida - Tio Patinhos
- António Marques - Tio Patinhas (Apenas no Ep.3 da Temporada 2)

### Estados Unidos
- Chris Diamantopoulos - Mickey (Bret Iwan continua fazendo a voz do Mickey em todas as produções da Disney)
- Russi Taylor - Minnie, Huguinho, Zezinho e Luisinho
- Tony Anselmo - Donald
- Bill Farmer - Pateta e Pluto
- Tress MacNeille - Margarida e Tico
- Apri Winchell - Clarabela
- Jim Cummings - Pete
- Corey Burton - Ludovico Von Pato e Teco
- Alan Young (2015-2016) e John Kassir (2016) - Tio Patinhas

## Episódios
| Temporada | Temporada | Episódios | Exibição original    | Exibição original   | Exibição no Brasil     | Exibição no Brasil     | Exibição em Portugal   | Exibição em Portugal   |
| Temporada | Temporada | Episódios | Estreia de temporada | Final de temporada  | Estreia de temporada   | Final de temporada     | Estreia de temporada   | Final de temporada     |
| --------- | --------- | --------- | -------------------- | ------------------- | ---------------------- | ---------------------- | ---------------------- | ---------------------- |
|           | 1         | 18        | 28 de junho de 2013  | 7 de março de 2014  | 18 de novembro de 2013 | 17 de julho de 2014    | 13 de setembro de 2013 | 20 de junho de 2014    |
|           | 2         | 19        | 11 de abril de 2014  | 9 de junho de 2015  | 9 de junho de 2014     | 29 de setembro de 2015 | 13 de junho de 2014    | 26 de dezembro de 2015 |
|           | 3         | 20        | 17 de julho de 2015  | 29 de julho de 2016 | 6 de novembro de 2015  | 18 de novembro de 2016 | 1 de janeiro de 2016   | TBA                    |
|           | 4         | 19        | 9 de junho de 2017   | 14 de julho de 2018 | 14 de novembro de 2017 | 15 de novembro de 2018 | 18 de novembro de 2017 | TBA                    |
|           | 5         | 18        | 6 de outubro de 2018 | 20 de julho de 2019 | 18 de novembro de 2018 | 18 de novembro de 2019 | 18 de novembro de 2018 | TBA                    |

### 1ª Temporada (2013-2014)
| #  | Título                                                                           | Dirigido por   | Escrito por                                                             | Exibição original                                                 | Código de produção | Audiência (em milhões) |
| -- | -------------------------------------------------------------------------------- | -------------- | ----------------------------------------------------------------------- | ----------------------------------------------------------------- | ------------------ | ---------------------- |
| 1  | "Sem Comida (BR) / Não Servimos (PT)" No Service"                                | Paul Rudish    | Paul Rudish                                                             | 28 de junho de 2013 18 de novembro de 2013 20 de setembro de 2013 | 002                | 3.6                    |
| 2  | "Tiroteio (BR) / Tirolêsburgo (PT)" Yodelberg"                                   | Aaron Springer | Derek Dressler Clay Morrow Paul Rudish Aaron Springer                   | 29 de junho de 2013 18 de novembro de 2013 27 de setembro de 2013 | 003                | 2.5                    |
| 3  | "Croissant do Triunfo (BR) / Croissant do Triomphe (PT)" Croissant de Triomphe"" | Paul Rudish    | Paul Rudish                                                             | 30 de junho de 2013 18 de novembro de 2013 13 de setembro de 2013 | 001                | 2.0                    |
| 4  | "Salsicha Nova-Iorquina (BR) / Salsicha em Nova Iorque (PT)" New York Weenie"    | Aaron Springer | Aaron Springer                                                          | 5 de julho de 2013 24 de dezembro de 2013 4 de outubro de 2013    | 004                | 2.4                    |
| 5  | "Em Tóquio (BR) / Mickey em Tóquio (PT)" Tokyo Go"                               | Paul Rudish    | Heiko Drengenberg Derek Dressler Clay Morrow Paul Rudish Aaron Springer | 12 de julho de 2013 25 de dezembro de 2013 11 de outubro de 2013  | 005                | 2.8                    |
| 6  | "Fique Frio (BR) / Fresquinhos (PT)" Stayin 'Cool"                               | Dave Wasson    | Derek Dressler Clay Morrow Paul Rudish Aaron Springer Dave Wasson       | 19 de julho de 2013 19 de janeiro de 2014 18 de outubro de 2013   | 006                | 3.3                    |
| 7  | "Fôlego! (BR) / Um Peixe em Apuros (PT)" Gasp!"                                  | Clay Morrow    | Clay Morrow                                                             | 26 de julho de 2013 15 de fevereiro de 2014 1 de novembro de 2013 | 009                | 3.2                    |
| 8  | "Panda-mônio (BR) / Panda-monium (PT)" Panda-monium"                             | Aaron Springer | Aaron Springer                                                          | 2 de agosto de 2013 1 de março de 2014 8 de novembro de 2013      | 010                | 3.2                    |
| 9  | "Entre Ouvidos (BR) / Umas Orelhas Muito Rebeldes (PT)" Bad Ear Day"             | Chris Savino   | Derek Dressler Clay Morrow Paul Rudish Chris Savino Aaron Springer      | 16 de agosto de 2013 16 de março de 2014 15 de novembro de 2013   | 008                | 3.7                    |
| 10 | "Amigo Zumbi (BR) / Amigo Zombie (PT)" Ghoul Friend"                             | Aaron Springer | Aaron Springer                                                          | 4 de outubro de 2013 7 de julho de 2014 25 de outubro de 2013     | 007                | 3.3                    |
| 11 | "Desfile de Cães (BR) / Um Concurso de Cães (PT)" Dog Show"                      | Dave Wasson    | Dave Wasson Aaron Springer Clay Morrow Paul Rudish Derek Dressler       | 11 de outubro de 2013 5 de abril de 2014 24 de janeiro de 2014    | 012                | 2.9                    |
| 12 | "O Sole Minnie (BR/PT)" Sole Minnie"                                             | Paul Rudish    | Dave Wasson Aaron Springer Clay Morrow Paul Rudish Alonso Ramirez Ramos | 18 de outubro de 2013 27 de abril de 2014 31 de janeiro de 2014   | 013                | 2.9                    |
| 13 | "Batatolândia (BR) / Batatalândia (PT)" Potatoland"                              | Aaron Springer | Aaron Springer                                                          | 18 de novembro de 2013 2 de junho de 2014 31 de maio de 2014      | 016                | 2.3                    |
| 14 | "Sonâmbulo (BR/PT)" Sleepwalkin"                                                 | Paul Rudish    | Heiko Drengenberg Derek Dressler Clay Morrow Paul Rudish Aaron Springer | 5 de dezembro de 2013 20 de abril de 2014 23 de fevereiro de 2014 | 014                | 2.1                    |
| 15 | "Pedepatose (BR) / Pata-Dodói-Tite (PT)" Flipperboobootosis"                     | Paul Rudish    | Darrick Bachman Paul Rudish David Gemmill Clay Morrow                   | 3 de janeiro de 2014 17 de julho de 2014 6 de junho de 2014       | 018                | N/A                    |
| 16 | "Acabado (BR) / Mickey, o Campeão do Mundo (PT)" Tapped Out"                     | Clay Morrow    | Darrick Bachman Clay Morrow Paul Rudish Aaron Springer                  | 10 de janeiro de 2014 17 de julho de 2014 20 de junho de 2014     | 019                | 2.2                    |
| 17 | "Segurando Vela (BR) / Jantar Para Dois (PT)" The Third Wheel"                   | Clay Morrow    | Derek Dressler Clay Morrow Paul Rudish Aaron Springer                   | 14 de fevereiro de 2014 9 de julho de 2014 4 de abril de 2014     | 011                | N/A                    |
| 18 | "O Casal Adorável (BR) / Um Casal Adorável (PT)" The Adorable Couple"            | William Reiss  | Darrick Bachman Clay Morrow Willam Reiss Paul Rudish                    | 7 de março de 2014 8 de julho de 2014 18 de abril de 2014         | 017                | 2.1                    |

### 2ª Temporada (2014–2015)
| #  | Título                                                                          | Dirigido por      | Escrito por                                                                              | Exibição original                                                  | Audiência (em milhões) |
| -- | ------------------------------------------------------------------------------- | ----------------- | ---------------------------------------------------------------------------------------- | ------------------------------------------------------------------ | ---------------------- |
| 19 | "Caos no Bondinho (BR) / Um Dia Elétrico (PT)" Cable Car Chaos"                 | Aaron Springer    | Darrick Bachman, Clay Morrow Paul Rudish, Aaron Springer                                 | 11 de abril de 2014 18 de novembro de 2014 19 de setembro de 2014  | 2.9                    |
| 20 | "Saída de Incêndio (BR) / Saída de Emergência (PT)" Fire Escape"                | Paul Rudish       | Darrick Bachman, Cindy Morrow Clay Morrow, Paul Rudish Alonso Ramirez Ramos              | 25 de abril de 2014 18 de novembro de 2014 3 de outubro de 2014    | TBA                    |
| 21 | "Perfume da Minnie (BR) / Perfume de Minnie (PT)" Eau de Minnie"                | Paul Rudish       | Darrick Bachman, Aliki T. Grafft Clay Morrow, Paul Rudish                                | 23 de maio de 2014 18 de janeiro de 2015 10 de outubro de 2014     | 2.8                    |
| 22 | "O Futebol Clássico (BR) / A Febre do Futebol (PT)" O Futebol Classico"         | Paul Rudish       | Darrick Bachman, Derek Dressler Clay Morrow, Paul Rudish Alonso Ramirez Ramos            | 6 de junho de 2014 9 de junho de 2014 13 de junho de 2014          | 2.6                    |
| 23 | "Descendo a Escotilha (BR) / Viagem ao Interior do Donald (PT)" Down the Hatch" | Paul Rudish       | Darrick Bachman, Heiko Drengenberg Clay Morrow, Richard Pursel Paul Rudish               | 20 de junho de 2014 2 de janeiro de 2015 7 de novembro de 2014     | 2.4                    |
| 24 | "A Avó do Pateta (BR) / O Pateta e a Sua Avó (PT)" Goofy's Grandma"             | Aaron Springer    | Darrick Bachman, Clay Morrow Paul Rudish, Aaron Springer                                 | 11 de julho de 2014 25 de janeiro de 2015 26 de dezembro de 2014   | 2.85                   |
| 25 | "Capitão Donald (BR/PT)" Captain Donald"                                        | Paul Rudish       | Mark Ackland, Darrick Bachman Cindy Morrow, Clay Morrow Paul Rudish                      | 8 de agosto de 2014 20 de fevereiro de 2015 21 de novembro de 2014 | TBA                    |
| 26 | "Loucuras em Mumbai (BR) / Caos em Bombaim (PT)" Mumbai Madness"                | Paul Rudish       | Darrick Bachman, Paul Rudish Alonso Ramirez Ramos                                        | 26 de setembro de 2014 24 de maio de 2015 TBA                      | TBA                    |
| 27 | "Sala da Caldeira (BR) / Sala das Caldeiras (PT)" The Boiler Room"              | Paul Rudish       | Darrick Bachman, Matt Chapman Heiko Drengenberg, Clay Morrow Paul Rudish                 | 2 de outubro de 2014 22 de fevereiro de 2015 31 de outubro de 2014 | TBA                    |
| 28 | "Passeando no Espaço (BR) / Passeios Espaciais (PT)" Space Walkies"             | Paul Rudish       | Darrick Bachman, Riccardo Durante Richard Pursel, Paul Rudish Alonso Ramirez Ramos       | 7 de novembro de 2014 3 de abril de 2015 TBA                       | TBA                    |
| 29 | "Mickey Macaco (BR) / Mickey e o Macaco (PT)" Mickey Monkey"                    | Aaron Springer    | Darrick Bachman, Clay Morrow Paul Rudish, Aaron Springer                                 | 18 de novembro de 2014                                             | TBA                    |
| 30 | "Entupido (BR) / A Minnie Contra o Moinho (PT)" Clogged"                        | Paul Rudish       | Darrick Bachman, Chris Houghton Paul Rudish                                              | 12 de dezembro de 2014 14 de junho de 2015 TBA                     | TBA                    |
| 31 | "O Primeiro Amor do Pateta (BR/PT)" Goofy's First Love"                         | Clay Morrow       | Darrick Bachman, Clay Morrow Paul Rudish, Aaron Springer                                 | 9 de janeiro de 2015 6 de março de 2015 TBA                        | TBA                    |
| 32 | "Os Prêmios de Pluto (BR) / Biscoitos a Mais (PT)" Doggone Biscuits"            | Eddie Trigueros   | Darrick Bachman, Clay Morrow Paul Rudish, Eddie Trigueros                                | 16 de janeiro de 2015 28 de junho de 2015 TBA                      | 2.43                   |
| 33 | "Trabalho Braçal (BR) / Dormir em Pé (PT)" Workin' Stiff"                       | Eddie Trigueros   | Darrick Bachman, Cindy Morrow Clay Morrow, Paul Rudish Eddie Trigueros                   | 20 de fevereiro de 2015 5 de julho de 2015 TBA                     | TBA                    |
| 34 | "Vermelho Vivo (BR) / Al Rojo Vivo (PT)" Al Rojo Vivo"                          | Dave Wasson       | Mark Ackland, Darrick Bachman, Riccardo Durante, Paul Rudish, Dave Wasson                | 27 de março de 2015 2 de agosto de 2015 TBA                        | TBA                    |
| 35 | "Garrafa em Choque (BR) / Uma Bebida Muito Agitada (PT)" Bottle Shocked"        | Heiko Drengenberg | Darrick Bachman, Heiko Drengenberg, e Paul Rudish                                        | 24 de abril de 2015 23 de agosto de 2015 TBA                       | TBA                    |
| 36 | "Uma Flor para a Minnie (BR/PT)" A Flower for Minnie"                           | Dave Wasson       | Mark Ackland, Darrick Bachman, Riccardo Durante, Paul Rudish, Andy Suriano e Dave Wasson | 29 de maio de 2015 6 de setembro de 2015 18 de dezembro de 2015    | TBA                    |
| 37 | "Pangaré Selvagem (BR) / Mickey no Rodeio (PT)" Bronco Busted"                  | Dave Wasson       | Darrick Bachman, Paul Rudish & Dave Wasson                                               | 9 de junho de 2015 27 de setembro de 2015 26 de dezembro de 2015   | TBA                    |

### 3ª Temporada (2015-2016)
| #  | Título                                                                           | Dirigido por         | Escrito por                                                                    | Exibição original                                                 | Código de produção | Audiência (em milhões) |
| 38 | "Colar (BR) / Às Cegas (PT)" "Coned"                                             | Dave Wasson          | Darrick Bachman, Clay Morrow, Paul Rudish, Dave Tennant & Dave Wasson          | 17 de julho de 2015 18 de novembro de 2015                        | TBA                | TBA                    |
| 39 | "Uma Banda Só (BR) / O Homem Orquestra (PT)" "One Man Band"                      | Dave Wasson          | Darrick Bachman, Paul Rudish & Dave Wasson                                     | 14 de agosto de 2015 11 de fevereiro de 2016                      | TBA                | TBA                    |
| 40 | "O Desejo da Moeda (BR) / Pede um Desejo (PT)" "Wish Upon a Coin"                | William Reiss        | Darrick Bachman, Aliki T. Grafft, William Reiss, Paul Rudish & Dave Wasson     | 21 de agosto de 2015 12 de junho de 2016 8 janeiro de 2016        | TBA                | TBA                    |
| 41 | "Noite do Filminho (BR) / Cinema em Casa (PT)" "Movie Time"                      | Dave Wasson          | Darrick Bachman, Bernie Petterson, Paul Rudish, & Dave Wasson                  | 11 de setembro de 2015 9 de janeiro de 2016 15 janeiro de 2016    | TBA                | TBA                    |
| 42 | "Trocando as Marchas (BR) / Um Carro Muito Rebelde (PT)" "Shifting Gears"        | Clay Morrow          | Derek Dressler, Clay Morrow, Paul Rudish & Aaron Springer                      | 18 de setembro de 2015 24 de dezembro de 2015 22 janeiro de 2016  | TBA                | TBA                    |
| 43 | "Preto e Branco (BR) / (PT)" "Black and White"                                   | Clay Morrow          | Darrick Bachman, Clay Morrow, Paul Rudish & Dave Wasson                        | 2 de outubro de 2015 6 de novembro de 2015 31 de outubro de 2015  | TBA                | TBA                    |
| 44 | "Feliz Aniversário! (BR) / ¡Feliz Cumpleaños! (PT)" "¡Feliz Cumpleaños!"         | Alonso Ramirez Ramos | Darrick Bachman, Alonso Ramirez Ramos & Paul Rudish                            | 18 de novembro de 2015 18 novembro de 2015                        | TBA                | TBA                    |
| 45 | "Maravilhas das Profundezas (BR) / Maravilhas do Mar (PT)" "Wonders of the Deep" | Alonso Ramirez Ramos | Darrick Bachman, Alonso Ramirez Ramos, Paul Rudish & Dave Wasson               | 26 de novembro de 2015 18 de maio de 2016 29 janeiro de 2016      | TBA                | TBA                    |
| 46 | "Porcos da Estrada (BR) / Mickey e os Motoqueiros (PT)" "Road Hogs"              | Paul Rudish          | Darrick Bachman, Heiko Drengenberg & Paul Rudish                               | 11 de dezembro de 2015 18 de maio de 2016 19 fevereiro de 2016    | TBA                | TBA                    |
| 47 | "Não (BR) / Mickey Diz Não (PT)" "No"                                            | Clay Morrow          | Darrick Bachman, Clay Morrow, Paul Rudish, Dave Tennant & Dave Wasson          | 8 de janeiro de 2016 18 de maio de 2016 26 fevereiro de 2016      | TBA                | TBA                    |
| 48 | "Domando Isso (BR) / Viva a Natureza (PT)" "Roughin' It"                         | Dave Wasson          | Darrick Bachman, Paul Rudish & Dave Wasson                                     | 22 de janeiro de 2016 5 de junho de 2016 4 março de 2016          | TBA                | TBA                    |
| 49 | "Dancevidaniya (BR) / (PT)" "Dancevidaniya"                                      | Dave Thomas          | Mark Ackland, Darrick Bachman, Riccardo Durante & Paul Rudish                  | 5 de fevereiro de 2016 6 de maio de 2016                          | TBA                | TBA                    |
| 50 | "Casaco de Casal (BR) / Camisolas Gémeas (PT)" "Couple Sweaters"                 | William Reiss        | Darrick Bachman, William Reiss & Paul Rudish                                   | 12 de fevereiro de 2016 18 de maio de 2016                        | TBA                | TBA                    |
| 51 | "Manjar Turco (BR) / Delícias Turcas (PT)" "Turkish Delights"                    | Clay Morrow          | Darrick Bachman, Clay Morrow & Paul Rudish                                     | 18 de março de 2016 18 de novembro de 2016 24 de setembro de 2016 | TBA                | TBA                    |
| 52 | "Ladrão de Meias (BR) / O Ladrão de Meias (PT)" "Sock Burglar"                   | Paul Rudish          | Darrick Bachman, Joe Pitt, Paul Rudish & Dave Wasson                           | 15 de abril de 2016 18 de novembro de 2016 24 de setembro de 2016 | TBA                | TBA                    |
| 53 | "Melodia Ku'u Lei (BR) / (PT)" "Ku'u Lei Melody"                                 | Alonso Ramirez Ramos | Darrick Bachman, Alonso Ramirez Ramos & Paul Rudish                            | 22 de abril de 2016 18 de novembro de 2016                        | TBA                | TBA                    |
| 54 | "Na Tumba (BR) / O Túmulo (PT)" "Entombed"                                       | Dave Thomas          | Darrick Bachman, Paul Rudish & Dave Thomas                                     | 13 de maio de 2016 18 de novembro de 2016 30 de outubro de 2016   | TBA                | TBA                    |
| 55 | "Sem Reserva (BR) / (PT)" "No Reservations"                                      | Eddie Trigueros      | Mark Ackland, Darrick Bachman, Riccardo Durante, Paul Rudish & Eddie Trigueros | 3 de junho de 2016 18 de novembro de 2016                         | TBA                | TBA                    |
| 56 | "Decisão Difícil (BR) / A Separação (PT)" "Split Decision"                       | Dave Wasson          | Darrick Bachman, Paul Rudish & Dave Wasson                                     | 9 de junho de 2016 18 de novembro de 2016                         | TBA                | TBA                    |
| 57 | "Espírito Esportivo (BR) / Desportivismo (PT)" "Good Sports"                     | Paul Rudish          | Darrick Bachman, Heiko Drengenberg, Paul Rudish & Eddie Trigueros              | 29 de julho de 2016 18 de novembro de 2016 15 de novembro de 2016 | TBA                | TBA                    |

### 4ª Temporada (2017-2018)
| #  | Título                                                                                       | Dirigido por         | Escrito por                                         | Exibição original                                                     | Código de produção | Audiência (em milhões) |
| 58 | "Olho d'água (BR) / O Ladrão de Charcos (PT)" "Swimmin' Hole"                                | Dave Wasson          | Darrick Bachman, Paul Rudish & Dave Wasson          | 9 de junho de 2017 16 de novembro de 2017 18 de novembro de 2018      | TBA                | TBA                    |
| 59 | "Enlatado (BR) / Ajudar Com o Lixo (PT)" "Canned"                                            | Paul Rudish          | Darrick Bachman, Joe Pitt & Paul Rudish             | 23 de junho de 2017 14 de novembro de 2017 18 de novembro de 2018     | TBA                | TBA                    |
| 60 | "Craques de Fim de Semana (BR) / Uma Partida Pouco Amigável (PT)" "Touchdown and Out"        | Dave Thomas          | Darrick Bachman, Paul Rudish & Dave Thomas          | 14 de julho de 2017 18 de novembro de 2017 18 de novembro de 2018     | TBA                | TBA                    |
| 61 | "Trancados no Amor (BR) / Presos no Amor (PT)" "Locked in Love"                              | Alonso Ramirez Ramos | Darrick Bachman, Alonso Ramirez Ramos & Paul Rudish | 28 de julho de 2017 15 de novembro de 2017 18 de novembro de 2018     | TBA                | TBA                    |
| 62 | "Inspirada por Abelhas (BR) / Uma Abelha Muito Artística (PT)" "Bee Inspired"                | Eddie Trigueros      | Darrick Bachman, Paul Rudish & Eddie Trigueros      | 11 de agosto de 2017 31 de março de 2018 18 de novembro de 2018       | TBA                | TBA                    |
| 63 | "Estresse no Mar (BR) / Pesadelo no Cruzeiro (PT)" "Shipped Out"                             | Dave Wasson          | Darrick Bachman, Paul Rudish & Dave Wasson          | 25 de agosto de 2017 3 de maio de 2018 18 de novembro de 2018         | TBA                | TBA                    |
| 64 | "Corrida em Três Pernas (BR) / Sem Batota (PT)" "Three-Legged Race"                          | Dave Thomas          | Darrick Bachman, Paul Rudish & Dave Thomas          | 15 de setembro de 2017 15 de fevereiro de 2018 18 de novembro de 2018 | TBA                | TBA                    |
| 65 | "A Natureza no País das Maravilhas (BR) / Maravilhas da Natureza (PT)" "Nature's Wonderland" | Dave Thomas          | Darrick Bachman, Paul Rudish & Dave Thomas          | 6 de outubro de 2017 27 de julho de 2018 8 de fevereiro de 2019       | TBA                | TBA                    |
| 66 | "A Música de Aniversário (BR) / A Canção de Aniversário (PT)" "The Birthday Song"            | Alonso Ramirez Ramos | Darrick Bachman, Alonso Ramirez Ramos & Paul Rudish | 16 de novembro de 2017 18 de novembro de 2017                         | TBA                | TBA                    |
| 67 | "O Sonho Perfeito (BR/PT)" "The Perfect Dream"                                               | Eddie Trigueros      | Darrick Bachman, Paul Rudish & Eddie Trigueros      | 22 de dezembro de 2017 13 de maio de 2018 4 de fevereiro de 2019      | TBA                | TBA                    |
| 68 | "Alimente os Pássaros (BR)/ Comida Para Pássaros (PT)" "Feed the Birds"                      | Eddie Trigueros      | Darrick Bachman, Paul Rudish & Eddie Trigueros      | 12 de janeiro de 2018 12 de julho de 2018 5 de fevereiro de 2019      | TBA                | TBA                    |
| 69 | "Carnaval (BR/PT)" "Carnaval"                                                                | Alonso Ramirez Ramos | Darrick Bachman, Alonso Ramirez Ramos & Paul Rudish | 3 de fevereiro de 2018 8 de fevereiro de 2018 5 de fevereiro de 2019  | TBA                | TBA                    |
| 70 | "O Ano do Cachorro (BR) / O Ano do Cão (PT)" "Year of the Dog"                               | Dave Thomas          | Darrick Bachman, Paul Rudish & Dave Thomas          | 10 de fevereiro de 2018 5 de junho de 2018 6 de fevereiro de 2019     | TBA                | TBA                    |
| 71 | "O Elegante Cavalheiro (BR) / Distinto Cavalheiro (PT)" "The Fancy Gentleman"                | Dave Wasson          | Darrick Bachman, Paul Rudish & Dave Wasson          | 10 de março de 2018 4 de julho de 2018 7 de fevereiro de 2019         | TBA                | TBA                    |
| 72 | "Sapatos Novos (BR) / Mudança de Identidade (PT)" "New Shoes"                                | Eddie Trigueros      | Darrick Bachman, Paul Rudish & Eddie Trigueros      | 14 de abril de 2018 6 de novembro de 2018 11 de fevereiro de 2019     | TBA                | 0.78                   |
| 73 | "Primavera (BR) / A Primavera (PT)" "Springtime"                                             | Alonso Ramirez Ramos | Darrick Bachman, Alonso Ramirez Ramos & Paul Rudish | 12 de maio de 2018 23 de setembro de 2018 7 de fevereiro de 2019      | TBA                | TBA                    |
| 74 | "Maldita Sorte (BR) / Sorte Instável (PT)" "Dumb Luck"                                       | Dave Wasson          | Darrick Bachman, Paul Rudish & Dave Wasson          | 8 de junho de 2018 1 de novembro de 2018 4 de fevereiro de 2019       | TBA                | TBA                    |
| 75 | "Pela Descarga (BR) / Aventura Pelos Esgotos (PT)" "Flushed!"                                | Paul Rudish          | Darrick Bachman, Mike Bell & Paul Rudish            | 30 de junho de 2018 15 de novembro de 2018 11 de fevereiro de 2019    | TBA                | TBA                    |
| 76 | "Rodando (BR) / Câmara a Andar! (PT)" "Roll 'em"                                             | Eddie Trigueros      | Darrick Bachman, Paul Rudish & Eddie Trigueros      | 14 de julho de 2018 11 de novembro de 2018 7 de fevereiro de 2019     | TBA                | TBA                    |

### 5ª Temporada (2018-2019)
| #  | Título                                                       | Dirigido por         | Escrito por                                          | Exibição original                                                  | Código de produção | Audiência (em milhões) |
| 77 | "Um Amor de Motoca (BR)" "Amore Motore"                      | Alonso Ramirez Ramos | Darrick Bachman, Alonso Ramirez Ramos & Paul Rudish  | 6 de outubro de 2018 13 de fevereiro de 2019 16 de outubro de 2018 | TBA                | TBA                    |
| 78 | "Bafo Desprezado (BR)" "A Pete Scorned"                      | Dave Wasson          | Darrick Bachman, Paul Rudish & Dave Wasson           | 20 de outubro de 2018 7 de maio de 2019                            | TBA                | TBA                    |
| 79 | "Pintores de Casa (BR)" "House Painters"                     | Eddie Trigueros      | Darrick Bachman, Paul Rudish & Eddie Trigueros       | 3 de novembro de 2018 20 de março de 2019                          | TBA                | TBA                    |
| 80 | "Surpresa! (BR/PT)" "Surprise!"                              | Clay Morrow          | Darrick Bachman, Clay Morrow & Paul Rudish           | 18 de novembro de 2018 18 de novembro de 2018                      | 077                | TBA                    |
| 81 | "Chapéus Suficientes (BR)" "Hats Enough"                     | Clay Morrow          | Darrick Bachman, Clay Morrow & Paul Rudish           | 7 de dezembro de 2018 11 de abril de 2019                          | TBA                | TBA                    |
| 82 | "Um Safari Divertido (BR)" "Safari, So Good"                 | Eddie Trigueros      | Darrick Bachman, Paul Rudish & Eddie Trigueros       | 11 de janeiro de 2019 15 de agosto de 2019                         | TBA                | TBA                    |
| 83 | "De Quem os Pedágios Cobram (BR)" "For Whom the Booth Tolls" | Alonso Ramirez Ramos | Darrick Bachman, Alonso Ramirez Ramos & Paul Rudish  | 9 de fevereiro de 2019 25 de julho de 2019                         | TBA                | TBA                    |
| 84 | "Fora do Tempo (BR)" "Outta Time"                            | Dave Wasson          | Darrick Bachman, Paul Rudish & Dave Wasson           | 23 de fevereiro de 2019 12 de novembro de 2019                     | TBA                | TBA                    |
| 85 | "Meu Pequeno Jardim (BR)" "My Little Garden"                 | Dave Wasson          | Darrick Bachman, Paul Rudish & Dave Wasson           | 9 de março de 2019 5 de junho de 2019                              | TBA                | TBA                    |
| 86 | "Você, Eu e Fifi (BR)" "You, Me, and Fifi"                   | Eddie Trigueros      | Darrick Bachman, Paul Rudish & Eddie Trigueros       | 23 de março de 2019 18 de setembro de 2019                         | TBA                | TBA                    |
| 87 | "Aventura na Austrália (BR)" "Outback at Ya!"                | Clay Morrow          | Darrick Bachman, Clay Morrow & Paul Rudish           | 6 de abril de 2019 2 de novembro de 2019                           | TBA                | TBA                    |
| 88 | "Nossa Melodia Singela (BR)" "Our Homespun Melody"           | Alonso Ramirez Ramos | Darrick Bachman, Alonso Ramirez Ramos & Paul Rudish  | 20 de abril de 2019 12 de novembro de 2019                         | TBA                | TBA                    |
| 89 | "Sobre a Lua (BR)" "Over the Moon"                           | Clay Morrow          | Darrick Bachman, Clay Morrow & Paul Rudish           | 4 de maio de 2019 14 de novembro de 2019                           | TBA                | TBA                    |
| 90 | "Na Boa Vida (BR)" "Easy Street"                             | Dave Wasson          | Darrick Bachman, Paul Rudish & Dave Wasson           | 18 de maio de 2019 18 de novembro de 2019                          | TBA                | TBA                    |
| 91 | "Sem Trapaças (BR)" "Two Can't Play"                         | Eddie Trigueros      | Darrick Bachman, Paul Rudish & Eddie Trigueros       | 8 de junho de 2019 12 de novembro de 2019                          | TBA                | TBA                    |
| 92 | "Nossos Sonhos Flutuantes (BR)" "Our Floating Dreams"        | Alonso Ramirez Ramos | Darrick Bachman, Alonso Ramirez Ramos, & Paul Rudish | 22 de junho de 2019 16 de novembro de 2019                         | TBA                | TBA                    |
| 93 | "Feito em Pedaços (BR)" "Gone to Pieces"                     | Clay Morrow          | Darrick Bachman, Clay Morrow & Paul Rudish           | 6 de julho de 2019 17 de novembro de 2019                          | TBA                | TBA                    |
| 94 | "Sendo Levados (BR)" "Carried Away"                          | Eddie Trigueros      | Darrick Bachman, Paul Rudish & Eddie Trigueros       | 20 de julho de 2019 15 de novembro de 2019                         | TBA                | TBA                    |

## Transmissão
Mickey Mouse estreou em nos EUA no Disney Channel em 28 de junho de 2013. A série estreou no do Canadá Family Channel em 12 de julho de 2013. No Reino Unido e na Irlanda no canal do do Disney Channel vai começar a ser exibida a série em 12 de julho de 2013. Disney Channel Austrália estreou a série em 1 de Julho de 2013. Também no dia 13 de setembro (juntamente com Teen Beach Movie) estreou no Disney Channel Portugal. Em 18 de novembro de 2013, a serie estreou na India e no Continente Asiatico (incluindo Brasil) através do canal Disney Channel dentro do especial de aniversário do Mickey.